# Sclérochronologie
La sclérochronologie (du grec ; sklêros : dur ; khronos : temps ; logos : étude) est l'étude des parties dures des êtres vivants (coquilles, coraux, etc.) par comptage des stries d'accroissement appelées aussi stries de croissance.
À l'instar de la dendrochronologie, les biologistes marins estiment ainsi l'âge, la période et la durée d'évènements marquants de la vie d'un individu.
Les structures sont observées par microscopie optique, microscopie électronique à balayage ou en cathodoluminescence. L'approche
sclérochronologique peut également être couplée à l'utilisation de techniques de marquages qui permettent d'inscrire un repère temporel dans la
croissance (marqueurs chimiques tels que le manganèse, les fluorochromes). 

## Méthodologie

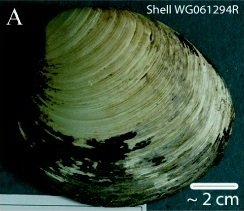
Valve gauche d'une praire d'Islande, mollusque âgé d'environ 507 ans.

Chez de nombreux organismes marins, on peut observer sur la surface interne et externe de la coquille, à l'œil nu ou au microscope, une succession de stries de croissance qui peuvent traduire une périodicité journalière (alternance jour/nuit observée dans la famille des Pectinidés, chez les otolithes des poissons), tidale (deux fois par jour selon les marées chez les bivalves intertidaux), saisonnière ou annuelle (poissons). 
Si certaines stries observables sont des marques de croissance, d'autres peuvent être des traits de vie (reproduction, migration, croissance selon un rythme endogène, biologique…) ou traduire des perturbations des processus de biominéralisation induites par le rythme métabolique et les paramètres environnementaux qui influent sur la croissance de l'organisme (température, luminosité, densité de population, nature du substrat, hydrodynamisme, marées, tempêtes, attaques de prédateurs, perturbations anthropiques…). Ainsi, le comptage des stries d'accroissement sur la couche externe ne permet que très difficilement la détermination de l'âge (celui sur la couche interne est plus précis), car elles peuvent être abîmées, devenir très resserrées (correspondant à une diminution du taux de croissance au cours de la vie de l'animal) ou être confondues avec des stries « évènementielles » qui peuvent apparaître sans périodicité particulière. 
Chez les huîtres, les seuls marqueurs sclérochronologiques fiables sont des microrides de taille inférieures à 5 microns (marques journalières) et des ondulations millimétriques (marques saisonnières) présentes sur une aire ligamentaire très développée au niveau de leur crochet.

## Exemples

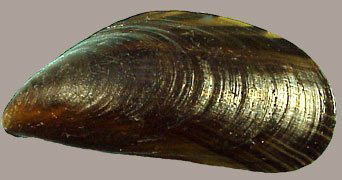
Moule commune avec de nombreuses stries alors que sa longévité moyenne est de 3 à 4 ans.
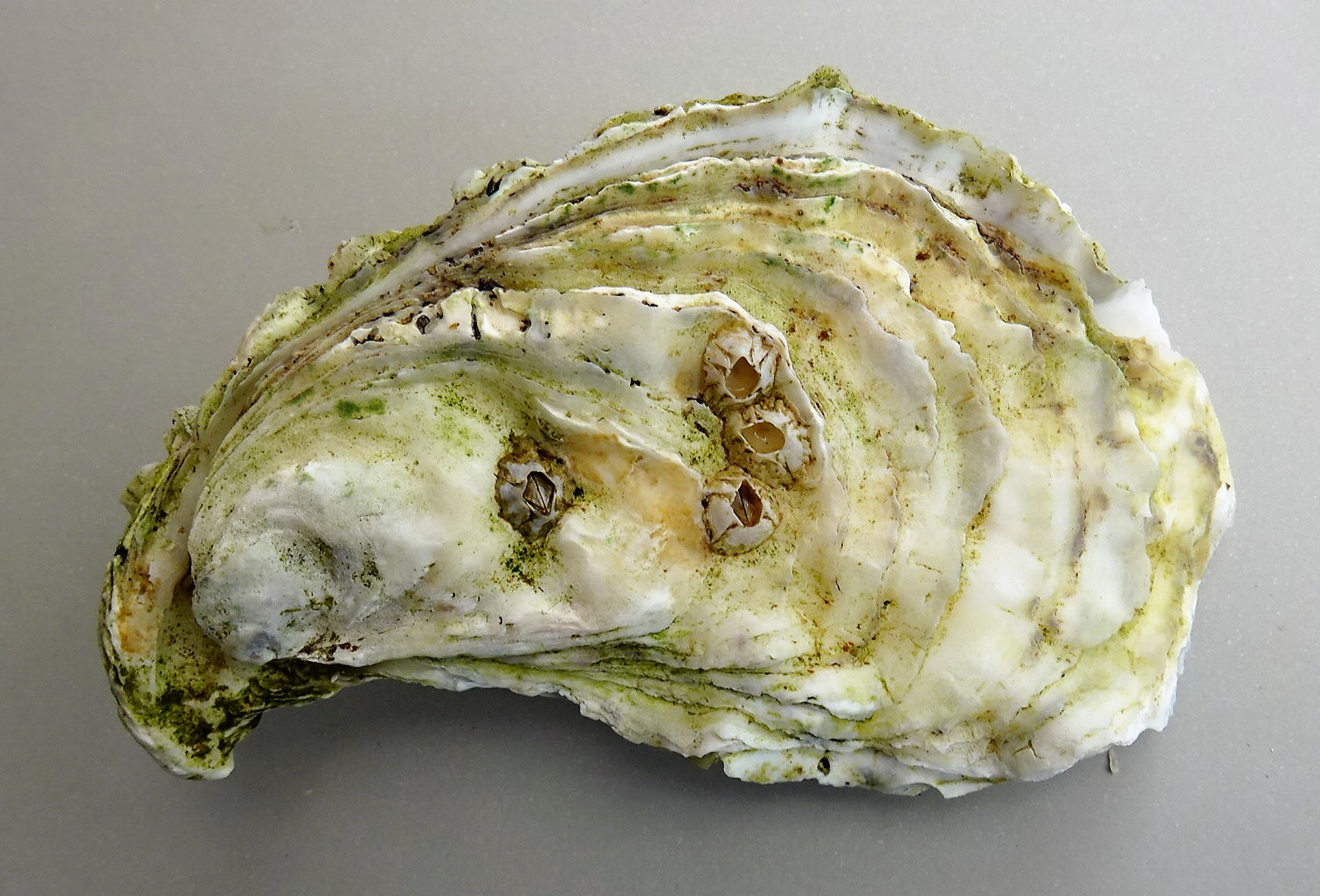
Huître creuse du Pacifique > 7 ans ?
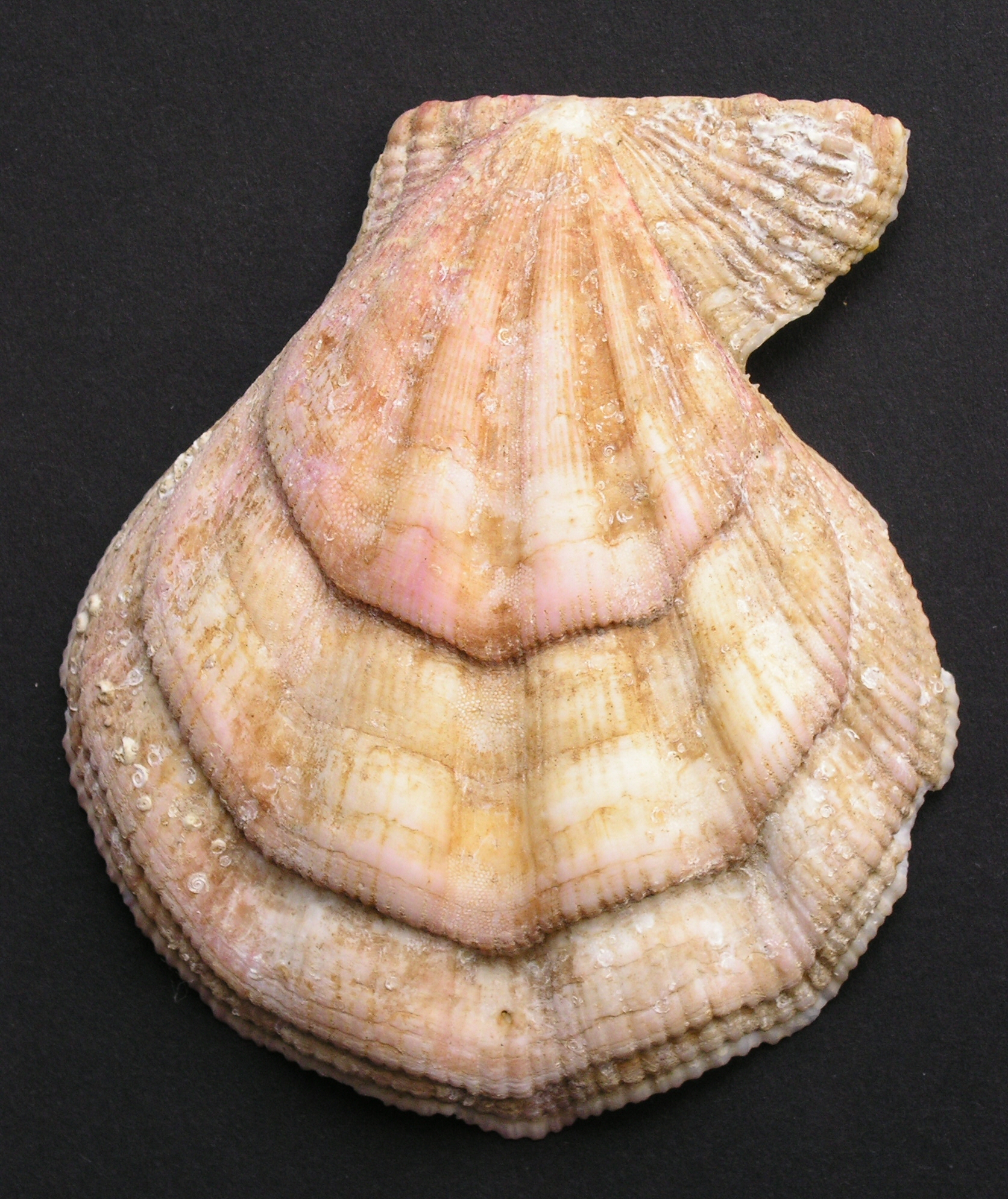
Chlamys swifti> 5 ans ?
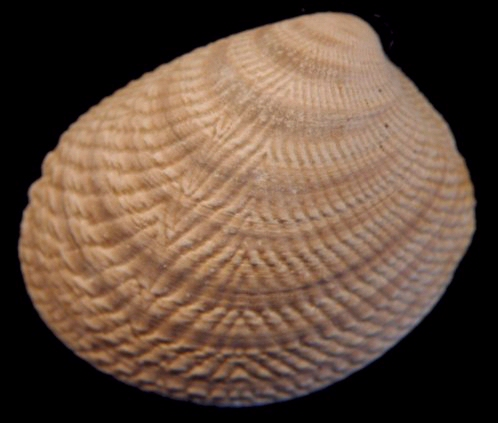
Acila cobboldiae> 10 ans ?
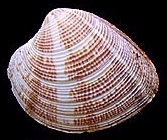
Chamelea striatula> 8 ans ?
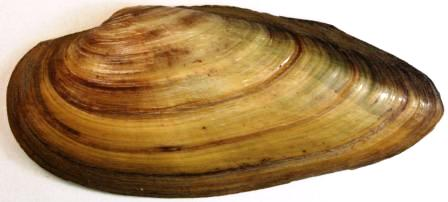
Unio pictorum> 11 ans ?